# فريدريك إرنست كروكنبيرغ
فريدريك إرنست كروكنبيرغ (بالألمانية: Friedrich Ernst Krukenberg)‏ هو طبيب التوليد والنساء ألماني، ولد في 1 أبريل 1871 في هاله في ألمانيا، وتوفي بنفس المكان في 20 فبراير 1946.